# Selección femenina de rugby league de Samoa
La Selección femenina de rugby league de Samoa representa al país en competiciones de selecciones nacionales de rugby league, son conocidas como las Fetū Samoa.
Su organización está bajo el control de la 	Rugby League Samoa. 

## Historia
Se formó por primera vez en 2003 con la finalidad de representar al país en la Copa mundial de 2003, terminando en el quinto lugar.
En el Mundial de 2008 logró un triunfo frente a Tonga y dos derrotas (Pacific Islands  y Nueva Zelanda) en la fase grupal, no logrando clasificar a la fase final, en la ronda de consuelo venció a Francia y Rusia finalizando en la quinta posición.

## Palmarés
- Women's Pacific Bowl: 2024

## Participación en copas
| - 2000: sin participación - 2003: 5° puesto - 2008: 5° puesto - 2013 al 2021 : no clasificó - 2026 : clasificado | - Mundial 2019 : no participó - Apia 2019 : 4° puesto - 2018 : 2° puesto |